# Craig Hawtin
Craig Scott Hawtin (sinh ngày 29 tháng 3 năm 1970) là một cựu cầu thủ bóng đá người Anh từng thi đấu ở vị trí hậu vệ tại Football League cho Chester City.

## Thống kê
Nguồn:
| Câu lạc bộ     | Hạng đấu        | Mùa giải       | Giải vô địch | Giải vô địch | Cúp FA | Cúp FA | Khác | Khác | Tổng | Tổng |
| Câu lạc bộ     | Hạng đấu        | Mùa giải       | Trận         | Bàn          | Trận   | Bàn    | Trận | Bàn  | Trận | Bàn  |
| -------------- | --------------- | -------------- | ------------ | ------------ | ------ | ------ | ---- | ---- | ---- | ---- |
| Port Vale      | Third Division  | 1986–87        | 0            | 0            | 0      | 0      | 0    | 0    | 0    | 0    |
| Chester City   | Third Division  | 1987–88        | 4            | 0            | 0      | 0      | 1    | 0    | 5    | 0    |
| Chester City   | Third Division  | 1988–89        | 3            | 1            | 1      | 0      | 0    | 0    | 4    | 1    |
| Chester City   | Tổng            | Tổng           | 7            | 1            | 1      | 0      | 1    | 0    | 9    | 1    |
| Burnley        | Fourth Division | 1989–90        | 0            | 0            | 0      | 0      | 0    | 0    | 0    | 0    |
| Tổng sự nghiệp | Tổng sự nghiệp  | Tổng sự nghiệp | 7            | 1            | 1      | 0      | 1    | 0    | 9    | 1    |